# Agustín I de Mónaco
Agustín Grimaldi o  Agustín I de Mónaco (1482 -14 de abril de 1532) fue regente de Mónaco (1523-1532), obispo de Grasse, abad de Lérins, y fundador del pueblo de Valbonne.

## Familia
Agustín era el hijo de Lamberto Grimaldi, señor de Mónaco (1420-1494) y Claudia I de Mónaco (1451-1515). Dos de sus hermanos, Juan (1468-1505) y Luciano (1487-1523) fueron señores de Mónaco.

## Obispo y abad
Agustín fungió como obispo de Grasse desde 1505 hasta su muerte. Fue también el abad in commendam de Lérins, un monasterio cisterciense ubicado en la isla de Saint-Honorat, una de las islas Lérins, en la Riviera francesa.
En 1516 unió su monasterio con la Congregación Casinense. Para introducir la reforma casinense, la congregación envió a la abadía de Lérins a varios frailes del monasterio de San Benedetto in Polirone, entre ellos Gregorio Cortese.
En 1519, Agustín comisionó a un monje llamado Don Taxil para construir una aldea adyacente a la abadía, con la esperanza de atraer conversos. Así es acreditado como el fundador del pueblo de Valbonne.

## Regencia
Tras el asesinato de su hermano Luciano, el 22 de agosto de 1523, Agustín fue nombrado regente del hijo de éste, Honorato I, señor de Mónaco, que aún no tenía un año de vida. Llevó a cabo esta posición por más de ocho años, hasta su muerte a la edad de 50 años en 1532.  Desde 1530 fue también administrador de la diócesis de Mallorca.
En 1524, para mejor vengarse de los asesinos de su hermano, Bartolomé y Andrea Doria, Agustín desertó de Francisco I de Francia, con quien se aliaron los Doria. Luego juró lealtad a Carlos V, emperador del Sacro Imperio Romano Germánico y rey de España por la firma de los tratados de Burgos y Tordesillas. Esto puso a Mónaco bajo la protección de España y Agustín fue puesto a la cabeza del gobierno monegasco. La alianza duró de 1525 a 1641. Esta alianza pesó mucho sobre la situación financiera de Mónaco, y poco antes de su muerte, Agustín admitió lamentar sus acciones en este sentido.
Durante su regencia, Carlos V hizo una visita a Mónaco en 1529.

## Sources
- Sainte-Marthe, Denis (1725). Gallia christiana (en latín) III. París. pp. 1173-1174.
- Villanueva, Jaime (1851). Viage literario á las iglesias de España XXII. Madrid. pp. 104-107.
- Alliez, Louis (1862). Histoire du monastère de Lérins (en francés) II. París. pp. 315 y ss.
- Jean de Pins (2007), Letters and Letter Fragments, p. 111 note 1; Google Books.